# Ironsin

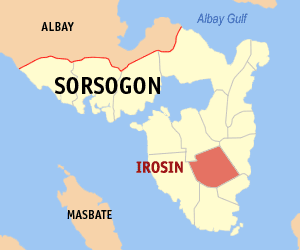
Bản đồ Sorsogon với vị trí của Irosin

Irosin là một đô thị hạng 3 ở tỉnh Sorsogon, Philippines. Đây là đô thị duy nhất không giáp biển của tỉnh này. Theo điều tra dân số năm 2015, đô thị này có dân số 56.662 người.

## Barangay
Irosin được chia thành 28 barangay.
| - Bagsangan - Bacolod (Pob.) - Batang - Bolos - Buenavista - Bulawan - Carriedo - Casini - Cawayan - Cogon - Gabao - Gulang-Gulang - Gumapia - Santo Domingo (Lamboon) | - Liang - Macawayan - Mapaso - Monbon - Patag - Salvacion - San Agustin (Pob.) - San Isidro - San Juan (Pob.) - San Julian (Pob.) - San Pedro - Tabon-Tabon - Tinampo - Tongdol |